# Nectopsyche padrenavasi
Nectopsyche padrenavasi är en nattsländeart som beskrevs av Holzenthal in Flint, Holzenthal och Harris 2000. Nectopsyche padrenavasi ingår i släktet Nectopsyche och familjen långhornssländor. Inga underarter finns listade i Catalogue of Life.